# Johannes Mollerup
Peter Johannes Mollerup (3. december 1872 i Nyborg – 27. juni 1937 i København) var en dansk matematiker og professor ved Polyteknisk Læreanstalt.
Han blev student fra Metropolitanskolen i 1891 og gav sig herefter i kast med matematisk-naturvidenskabelige studier ved Københavns Universitet, der blev afsluttet i 1896 med en Magisterkonferens i matematik. I 1903 erhvervede han doktorgraden (dr. phil.) med disputatsen Studier over den plane Geometris Axiomer.
Johannes Mollerup blev udnævnt til professor i matematik ved Polyteknisk Læreanstalt i 1916 og virkede her til sin død. Sammen med Harald Bohr udarbejdede han et meget kendt lærebogssystem i Matematisk Analyse, trykt i perioden 1920-23. Lærebogssystemet havde meget høje pædagogiske og faglige kvaliteter og det blev brugt i undervisningen ved Danmarks Tekniske Universitet frem til ca. 1960.
Johannes Mollerup var formand for Dansk Matematisk Forening i perioden 1917-26. Han blev Ridder af Dannebrog 1926 og Dannebrogsmand 1934.